# Ctimene salamandra
Ctimene salamandra är en fjärilsart som beskrevs av Arnold Pagenstecher 1886. Ctimene salamandra ingår i släktet Ctimene och familjen mätare. Inga underarter finns listade i Catalogue of Life.